# Arena Football League 2008
Die Arena-Football-League-Saison 2008 war die 22. Saison der Arena Football League (AFL). Ligameister wurden die Philadelphia Soul, die die San Jose SaberCats im ArenaBowl XXII bezwangen.

## Teilnehmende Mannschaften
| Anzahl Mannschaften | 17                                                     |
| ------------------- | ------------------------------------------------------ |
| Neu in der Liga     | Cleveland Gladiators                                   |
| Ausgeschieden       | Nashville Kats, Austin Wranglers, Las Vegas Gladiators |

## Regular Season
| National Conference    |    |    |      |          |
| Eastern Division       |    |    |      |          |
| Team                   | S  | N  | Heim | Auswärts |
| x-Philadelphia Soul    | 13 | 3  | 7–1  | 6–2      |
| y-Dallas Desperados    | 12 | 4  | 6–2  | 6–2      |
| y-Cleveland Gladiators | 9  | 7  | 6–2  | 3–5      |
| y-New York Dragons     | 8  | 8  | 5–3  | 3–5      |
| Columbus Destroyers    | 3  | 13 | 2–6  | 1–7      |
| Southern Division      |    |    |      |          |
| Team                   | S  | N  | Heim | Auswärts |
| x-Georgia Force        | 10 | 6  | 6–2  | 4–4      |
| y-Orlando Predators    | 9  | 7  | 5–3  | 4–4      |
| New Orleans VooDoo     | 8  | 8  | 6–2  | 2–6      |
| Tampa Bay Storm        | 8  | 8  | 5–3  | 3–5      |
| American Conference    |    |    |      |          |
| Central Division       |    |    |      |          |
| Team                   | S  | N  | Heim | Auswärts |
| x-Chicago Rush         | 11 | 5  | 7–1  | 4–4      |
| y-Colorado Crush       | 6  | 10 | 4–4  | 2–6      |
| y-Grand Rapids Rampage | 6  | 10 | 3–5  | 3–5      |
| Kansas City Brigade    | 3  | 13 | 2–6  | 1–7      |
| Western Division       |    |    |      |          |
| Team                   | S  | N  | Heim | Auswärts |
| x-San Jose SaberCats   | 11 | 5  | 6–2  | 5–3      |
| y-Arizona Rattlers     | 8  | 8  | 3–5  | 5–3      |
| y-Utah Blaze           | 6  | 10 | 4–4  | 2–6      |
| Los Angeles Avengers   | 5  | 11 | 4–4  | 1–7      |

Siege, Niederlage, x-Division Titel, y-Playoffs erreicht

## Play-offs
|  | Wild Card    | Wild Card    |           |              | Viertelfinale | Viertelfinale |    |  | Halbfinale | Halbfinale |  |  | ArenaBowl XXII | ArenaBowl XXII |
|  |              |              |           |              |               |               |    |  |            |            |  |  |                |                |
|  |              |              |           |              |               |               |    |  |            |            |  |  |                |                |
|  |              |              |           |              |               |               |    |  |            |            |  |  |                |                |
|  | Georgia      | 70           |           |              |               |               |    |  |            |            |  |  |                |                |
|  | Georgia      | 70           | Cleveland | 69           |               |               |    |  |            |            |  |  |                |                |
|  |              | Cleveland    | Cleveland | 69           | 73            |               |    |  |            |            |  |  |                |                |
|  | Orlando      | Cleveland    | 66        |              | 73            | Cleveland     | 53 |  |            |            |  |  |                |                |
|  | Orlando      |              | 66        |              |               | Cleveland     | 53 |  |            |            |  |  |                |                |
|  |              |              |           | Philadelphia | 70            |               |    |  |            |            |  |  |                |                |
|  | Philadelphia | 49           |           | Philadelphia | 70            |               |    |  |            |            |  |  |                |                |
|  | Philadelphia | 49           | Dallas    | 63           |               |               |    |  |            |            |  |  |                |                |
|  |              | New York     | Dallas    | 63           | 48            |               |    |  |            |            |  |  |                |                |
|  | New York     | New York     | 77        |              | 48            | Philadelphia  | 59 |  |            |            |  |  |                |                |
|  | New York     |              | 77        |              |               | Philadelphia  | 59 |  |            |            |  |  |                |                |
|  |              |              |           | San Jose     | 56            |               |    |  |            |            |  |  |                |                |
|  | Chicago      | 41           |           | San Jose     | 56            |               |    |  |            |            |  |  |                |                |
|  | Chicago      | 41           | Arizona   | 41           |               |               |    |  |            |            |  |  |                |                |
|  |              | Grand Rapids | Arizona   | 41           | 58            |               |    |  |            |            |  |  |                |                |
|  | Grand Rapids | Grand Rapids | 48        |              | 58            | Grand Rapids  | 55 |  |            |            |  |  |                |                |
|  | Grand Rapids |              | 48        |              |               | Grand Rapids  | 55 |  |            |            |  |  |                |                |
|  |              |              |           | San Jose     | 81            |               |    |  |            |            |  |  |                |                |
|  | San Jose     | 64           |           | San Jose     | 81            |               |    |  |            |            |  |  |                |                |
|  | San Jose     | 64           | Utah      | 44           |               |               |    |  |            |            |  |  |                |                |
|  |              | Colorado     | Utah      | 44           | 51            |               |    |  |            |            |  |  |                |                |
|  | Colorado     | Colorado     | 49        |              | 51            |               |    |  |            |            |  |  |                |                |
|  | Colorado     |              | 49        |              |               |               |    |  |            |            |  |  |                |                |

### ArenaBowl XXII
Der ArenaBowl XXI wurde am 27. Juli 2008 im Smoothie King Center in New Orleans, Louisiana ausgetragen. Das Spiel verfolgten 17.244 Zuschauer.

## Regular Season Awards
| Award               | Gewinner     | Position    | Team                 |
| ------------------- | ------------ | ----------- | -------------------- |
| Ironman Of The Year | Will Pettis  | Quarterback | Dallas Desperados    |
| Coach Of The Year   | Mike Wilpolt | Head Coach  | Cleveland Gladiators |

## Zuschauertabelle
| Team                 | Zuschauerschnitt |
| -------------------- | ---------------- |
| Arizona Rattlers     | 11.829           |
| Chicago Rush         | 15.874           |
| Cleveland Gladiators | 14.031           |
| Colorado Crush       | 11.909           |
| Columbus Destroyers  | 13.892           |
| Dallas Desperados    | 12.153           |
| Georgia Force        | 10.291           |
| Grand Rapids Rampage | 7.189            |
| Kansas City Brigade  | 12.828           |
| Los Angeles Avengers | 13.590           |
| New Orleans VooDoo   | 14.321           |
| New York Dragons     | 9.072            |
| Orlando Predators    | 12.519           |
| Philadelphia Soul    | 16.477           |
| San Jose SaberCats   | 12.993           |
| Tampa Bay Storm      | 16.793           |
| Utah Blaze           | 14.513           |
| Ligadurchschnitt     | 12.957           |